# Gitanyow
Gitanyow anciennement Kitwancool est un village canadien du centre de la Colombie-Britannique dans le district régional de Kitimat-Stikine à 90 km au nord-est de Terrace à vol d'oiseau. Le village se situe sur la route interprovinciale 37 à 20 km au nord de Kitwanga. Il borde la rivière Kitwanga à sa confluence avec le torrent Kitwancool. Le village, en pays gitksan, s'étend sur la réserve indienne de Gitanyow 1. Il compte 408 habitants,.
Le village est orné d'une vingtaine de mâts totémiques, datant généralement de la fin du XIXe siècle. En 1928, ils sont le sujet de plusieurs peintures de l'artiste Émily Carr. Ils bénéficient d'une restauration achevée en 1968. Dans les années 1960, trois mâts sont envoyés au musée royal de la Colombie-Britannique en échange de leurs répliques érigées à Gitanyow en 1970. L'échange comprend aussi la publication d'un livre : Histoires, territoires et loi des Kitwancool,,,.

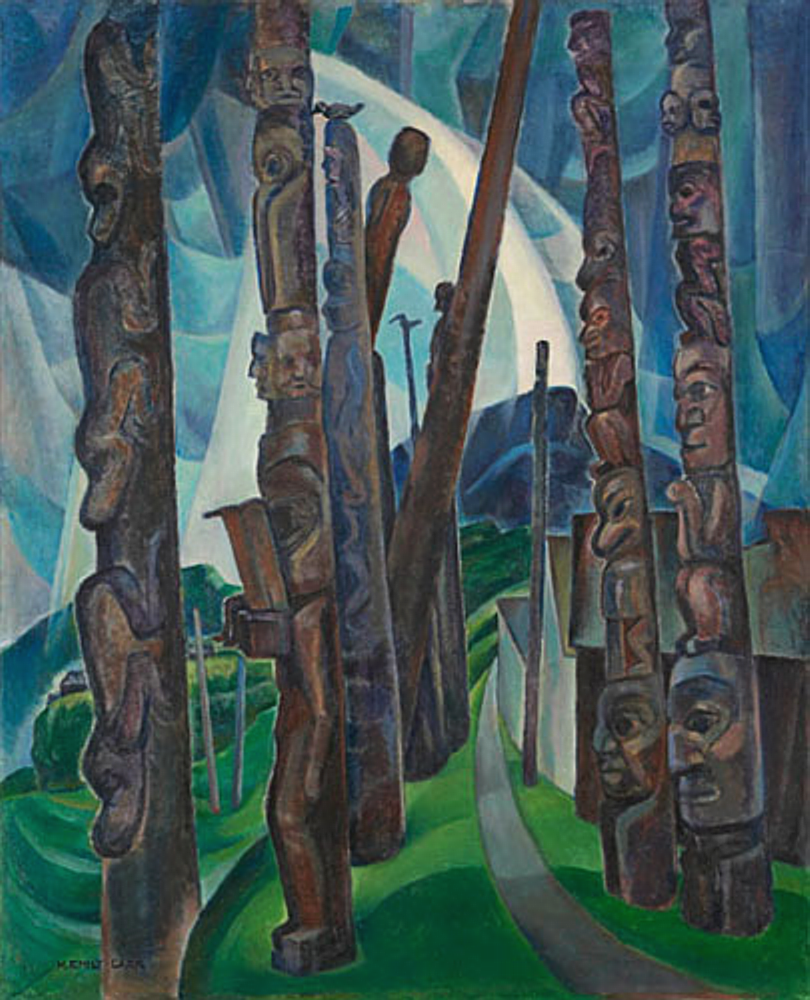
Kitwancool, Emily Carr, 1928

Les Gitanyows se divisent en 2 clans : les Lax Ganeda (Grenouille-Corbeau) et les Lax Gibuu (Loup) et huit groupes de maisons (wilp).